# Ogrejak
Ogrejak (bułg. Огреяк) – najwyższy szczyt góry Włachina, w Bułgarii, o wysokości 1924 m n.p.m. Wcześniejsza nazwa szczytu do 1942 roku to Kadijca.
Od szczytu na południowym wschodzie znajduje się siodło górskie, dzielące Włachinę a Maleszewską płaninę. Ogrejak ma niewielką minimalną deniwelację względną nad grzbietem górskim, tworząc na południowym zachodzie i południowym wschodzie ostre i strome zbocza, lecz na północy i zachodzie zbocza są o małym nachyleniu.
Ogrejak zbudowany jest ze skał metamorficznych. Do wysokości około 1600 metrów pokryty jest lasami bukowymi. Wyżej zbocza porasta kosodrzewina i wysokogórska roślinność.